# Noah Reid
Noah Reid (ur. 29 maja 1987 w Toronto, Ontario) – kanadyjski aktor. Znany jest między innymi z roli Marshalla Wheelera w serialu Dziwne przypadki w Blake Holsey High oraz z roli Patricka Brewera w serialu Schitt’s Creek. Podkładał również głos w serialu dla dzieci Witaj, Franklin.